# 西園寺 (YouTuber)
西園寺（さいおんじ）は、日本の男性YouTuber。大阪府高槻市出身。誕生日非公表。本名は池田 嶺（いけだ りょう）。株式会社トラベーション代表。同志社大学商学部在学中。鳥鐵旅アンバサダー（鳥取県から嘱託）。
大阪府貝塚市PRアンバサダー。
立山黒部アルペンルート広報パートナー。

## 来歴
小学校1年時から5年時までを兵庫県姫路市で過ごす。同志社中学校、同志社高校を卒業し、同志社大学に進学。高校在学中の2018年3月9日にYouTubeチャンネルを開設。同月15日より動画投稿を開始。
2021年7月17日に大阪府貝塚市に本社を置く水間鉄道とのコラボレーション企画「西園寺鉄道」を開催、翌年2022年10月30日には同じく水間鉄道において自らがプロデューサーとなり「近畿ローカル鉄道まつり2022」を開催。水間鉄道のほかに和歌山電鐵、紀州鉄道といった近畿のローカル鉄道会社が参加した。また、2023年10月28、29日にも自らプロデュースした「ロカ鉄まつり2023」を開催した。2025年4月19、20日にも自らプロデュースした「ロカ鉄まつり2025」を開催した。
2023年2月25日、26日には関東の大手私鉄である小田急電鉄とのコラボイベント「VSEで行く、夢の共演ツアーwith 鉄道系 YouTuber」に同じく鉄道系YouTuberであるひろき、がみ、かんのと共に参加する。
日本の広範囲を舞台として公共交通機関を用いた鬼ごっこ企画が人気を博しており、複数回の急上昇入りを果たしている。東京都から大阪府までの攻防が収録された2025年5月の『日本全国で鬼ごっこTHE FINAL』最終話は同チャンネル史上最高となる同時接続者数7.8万人を記録した。
2024年5月8日、自身のInstagramで原付免許を取得したことを発表。同年5月17日には動画中で本名を公表した。
2024年9月4日、自身のYouTubeチャンネルで旅行SNSアプリ「Travy」を発表。翌年8月8日には「Travy」のリリースを発表した。

## 人物
- 大阪府高槻市生まれ[2]。
- 中学時代はサッカー部[8]に、高校時代はバドミントン部に所属した[8]。中学生時代の同級生に埼玉西武ライオンズの野村大樹がいる[20]。
- 嫌いな食べ物はブロッコリー[21]。
- 好きな芸能人はX JAPANのYOSHIKI[21]。
- 読売ジャイアンツのファンである[22]。
- 妹がいる[4][23]。

### YouTube
「西園寺」の名前の由来は金持ちのイメージがあり、名前だけで良いイメージを持ってもらえると考えたため。YouTubeを始めたきっかけは、高校2年生時に大学進学にあたり、特技の欄に書くことがないことに不安を感じていたため。
YouTubeチャンネルでは全国の公共交通機関に関する動画を投稿している。動画の内容について、「『自分が面白いと思う動画』ではなく『多くの人々が面白いと思うであろう動画』を出すように心がけている。」と語っている。

#### タイアップ
水間鉄道
- 2021年7月17日にYouTube登録者数10万人突破を記念して、コラボレーション企画「西園寺鉄道」を開催[24]。西園寺が水間鉄道の一日社長となり、水間鉄道が「西園寺鉄道」となる。

当日は臨時列車が運転され、10時から17時までの間、水間線の貝塚駅〜水間観音駅間で運賃が全線無料となった。
- 2022年10月30日に2度目のコラボレーション企画「近畿ローカル鉄道まつり2022」を開催[25]。「ローカル鉄道を盛り上げる、持続可能な鉄道戦略！」をテーマとして[26]、西園寺自らがプロデューサーとなり、特急西園寺号の運行やグッズ販売、水鉄お土産グランプリ、ミニSLの運行などの企画が実施された[27]。

2度目となったコラボイベントには、水間鉄道のほかにも和歌山電鐵、紀州鉄道といった近畿のローカル鉄道会社が参加し、そのほか能勢電鉄・大阪モノレール・阪堺電気軌道・泉北高速鉄道 ・北大阪急行電鉄・近江鉄道、三岐鉄道、北条鉄道といった近畿各地のローカル鉄道会社のグッズ販売が行われた。
- 2023年10月28、29日に3度目のコラボレーション企画「ローカル鉄道まつり2023」を開催[13]。前回同様西園寺自らがプロデューサーとなり、西園寺鉄道教室やチーム西園寺トークショー、ローカル鉄道〇✕クイズ、西園寺公開コラボ動画撮影などの企画が実施され[13]、西園寺公開コラボ動画撮影では同じ鉄道系YouTuberとの撮影を行い、後日その様子がコラボしたYouTuberのチャンネルでアップされた[28][29]。前回も参加した和歌山電鐵、紀州鉄道といった近畿のローカル鉄道会社の他にも銚子電気鉄道、高松琴平電気鉄道といった日本全国のローカル鉄道会社が参加した。28日には半熟BLOOD、29日には斉藤雪乃がゲストとして登場した[13]。その他にもZAKIやたなかなどのチームメンバー、同じく鉄道系YouTuberのかんのが登場した。
- 2025年4月19、20日に4度目のコラボレーション企画「ローカル鉄道まつり2025」を開催[30]。前回同様西園寺自らがプロデューサーとなり、ロカ鉄特急1号と5号（西園寺）、ロカ鉄特急3号（ZAKI）、ロカ鉄特急7号（19日鉄道系YouTuberのひろき、20日伊藤壮吾）、ロカ鉄特急2号（西園寺・ZAKI）の運行やグッズ販売、西園寺によるちびっこYouTuber教室や鬼ごっこFINAL総集編鑑賞会、鉄道〇✕クイズ、ZAKIプレゼンツ貨物列車の世界へようこそ、などの企画が実施された。和歌山電鐵、紀州鉄道、銚子電気鉄道などのローカル鉄道会社が参加した。その他、大阪トヨタSouth、エキタグ、わく鉄スタンプラリーなどのブースが出展された。19日には半熟BLOOD、20日にはSUPER★DRAGONの伊藤壮吾がゲストとして登場した。その他たなかやちひろなどのチームメンバーが登場した。

19日に西園寺とZAKIが大阪府貝塚市PRアンバサダーに就任したことが発表された。
小田急電鉄
2022年5月に小田急電鉄が開催したVSEを2編成使って追いかけっこする企画が大変好評であった。そこでこの特別企画をさらに盛り上げるため、2023年2月25日、26日に小田急電鉄と人気鉄道系YouTuberのコラボイベント「VSE で行く、夢の共演ツアー with 鉄道系YouTuber」として、特急ロマンスカー・VSEを2編成使って小田急線内を追いかけっこする企画を再び開催。
西園寺は同じく鉄道系YouTuberのひろき・がみ・かんのとチームメンバーのたなか・ZAKIと共に、このVSEツアーをナビゲートする。
鳥取県
鳥取県からの依頼を受け、「鳥鐵旅」応援団長として1年を通して鳥取県内の様々な鉄道の様々な動画を撮影し、駅の裏側や沿線の駅舎や各駅構内施設などの魅力を発信している。

## チームメンバー
- たなか
  - 2000年5月17日生まれ[35]。出演・撮影・編集・サムネイル担当。西園寺の相方的存在。
  - 西園寺とは中学・高校・大学の同期で高校時代からの友人[35]。
  - 「最長片道切符の旅」に個人的興味から帯同したのを機にチームに参加。
  - 自身でもチャンネルを開設し、非鉄（鉄オタではない）目線からリポートする動画を投稿している。
  - 2023年4月からは一般企業に就職。編集作業は行っていないが、就職後も有給休暇を使い不定期で動画に出演している。
- おっくん
  - 出演・撮影・編集・サムネイル担当。鉄オタ＆バスオタ。
  - 2023年4月からは一般企業に就職[36]。編集作業は行っていないが、就職後も不定期で動画に出演している。
- ちひろ
  - 出演・撮影担当。
  - 西園寺とは高校・大学の同期で高校時代からの友人[35]。
  - 2023年4月からは一般企業に就職。就職後も有給休暇を使い不定期で動画に出演している。
  - たなかと同様に非鉄。鉄オタvs非鉄の対決企画ではたなかの相棒。
- ZAKI
  - 三重県鈴鹿市出身[37]。2001年生まれ（西園寺と同じ2000年度）[38]。身長176cm[39]。出演・編集・ナレーション担当。
  - 元々は東海地方を拠点に本業と並行して活動していた鉄道系YouTuberだったが、西園寺に誘われて就職活動に入ったたなかのバックアップとして2022年にチームに加入、拠点を関西に移す。並行して自身の動画も制作。たなかの就職に伴い実質的なポジション交代となった。
  - X JAPANのファンであり、それが西園寺との出会いとなる[40][注釈 2]。
- ほいさっさ
  - 東京都出身。編集・サムネイル・ナレーション担当。東京都立調布南高等学校卒業。立命館大学映像学部在学中。
  - 高校在学中の2022年、同校が高校生を対象とした動画コンテスト『YouTube甲子園2022 春』動画部門に参加し、金賞及び特別賞を受賞[41]。
  - 当初は鬼ごっこ等、高度な編集技術を要する企画にてのみ編集を代行していたが、現在は通常動画でも編集を代行。西園寺以外の制作案件も請け負っている。
- トン
  - サブチャンネル「西園寺トラベル」運営・出演・撮影担当。
- 壁山
  - サブチャンネル「西園寺トラベル」運営・出演・撮影・編集担当。

## チャンネルの主な企画

### 西園寺チャンネル
- 最長片道切符の旅[42][43]
- 路線などの紹介[44]
- 一番列車の紹介[45]
- 対決シリーズ[46] - チームメンバーのたなかに新幹線等に乗って貰い、西園寺が別の手段で先回り。
  - 東海道・山陽新幹線 vs 飛行機[47]
  - 東北・北海道新幹線 vs 飛行機[48]
  - 山陽・九州新幹線 vs 飛行機[49]
  - 新日本海フェリー vs 鉄道[50]
  - 松山・小倉フェリーvsペガサス号[51]
- 検証シリーズ[52]
- 新快速シリーズ[53]
- 非鉄シリーズ[54]
- グリーン車乗車記[55]
- 秘境駅シリーズ - 宗太郎駅[56]や備後落合駅[57]など。備後落合駅では野宿経験もあり、度々チャンネル内で本人や視聴者から語り草になっている。
- 先述のタイアップしている鉄道路線の紹介[58]
- エクストリーム通学[59] - 全国各地から在籍する同志社大学までの通学。また、講義を終えて各地へ向かうパターンもある。
- ドッキリシリーズ[60] - 友人（主にチームメンバーのたなか）が知らない間に長距離を往復し、土産物を渡すなどする企画。
- 一週間〇〇シリーズ
  - サイコロの旅[61]
  - ダーツの旅[62]
- 鉄道博物館で鉄道用語使用禁止シリーズ[63]
- 縛りルール付き日本縦断の旅シリーズ
  - 普通列車で日本縦断の旅！[64]
  - 路線バスで日本縦断の旅！[65]
  - 県庁所在地を通らずに日本縦断の旅！[66]
- 鬼ごっこシリーズ - 鉄オタの逃走者チームと非鉄の鬼チームに分かれ、公共交通機関を駆使して全国規模で行う鬼ごっこ。
  - 第1回：日本の半分使って壮大な鬼ごっこしてみた・西日本・四国・九州編[67][68]
  - 第2回：日本の半分使って壮大な鬼ごっこしてみた・東日本・北海道編[69][70]
  - 番外編：矛盾対決・大阪冬の陣[71][72]
  - 第3回：日本全国使って壮大な鬼ごっこしてみた[73]
  - 第4回：日本全国使って壮大な鬼ごっこしてみたTHE FINAL[74]

※逃走者チームは第1回・第2回は西園寺＆おっくん、番外編・第3回・第4回は西園寺＆ZAKI。鬼チームは全ての回でたなか＆ちひろとなっている。
- 夜行列車・観光列車 特集
- 100万円で日本一周の旅！[75] - 公共交通機関を用いて移動をして、総予算は100万円・予算が無くなったら即終了。5時間以上の滞在で、1都道府県踏破とカウントし、1日の上限は2都道府県まで。旅行期間中、視聴者の方に話しかけられるごとに予算から1000円マイナスされる（西園寺シールを贈呈される）。
- 置き去りシリーズ - ZAKIが西園寺を山奥や島などに放置し、そこから予算内で大阪駅に帰ってこれるかという企画。
- 地獄の社員旅行シリーズ[76][77][78] - 社長（西園寺）と社員（ZAKI）が過酷な社員研修旅行に行く企画。
- ○○見たら即帰宅シリーズ[79][80][81] - 特定のキャラクターや人物を見たら帰宅しなければならない企画。

### 西園寺トラベルチャンネル
- 船で日本一周の旅[82]
- 色々なホテル、お店案内[83]
- 時間内に城崎温泉7つ巡って外湯王になれ[84]
- アメリカ横断6900キロの旅[85]

### 三日坊主チャンネル
- 関関同立生が円周率3日間ガチで覚えてみた結果[86]

### 西園寺/日本一周大学生チャンネル
- 大阪駅穴場スポット紹介[87]（大阪駅でのオープニングを撮影している広場）

## 出演

### 雑誌掲載
- 大阪駅から行く青春18きっぷの旅（2022年7月5日発売、京阪神エルマガジン社）ISBN 978-4874356791
- おトクに楽しむ　日帰り鉄道旅【関西版】（2022年12月6日発売、京阪神エルマガジン社）ISBN 978-4874356913
- ユーチューバー西園寺がナビゲート！鉄道・バス・船を楽しむ本　関西版（2023年12月5日発売、京阪神エルマガジン社）ISBN 978-4874357163

### YouTube
- 鳥鐡旅チャンネル - YouTubeチャンネル
- Stardy-河野 玄斗の神授業- YouTubeチャンネル
- いだちゃんねる - YouTubeチャンネル
- ペラもり - YouTubeチャンネル

### WEB CM
- 2025年深夜便新造船「さんふらわあ かむい／ぴりか」就航！ （2025年5月16日公開）-商船三井さんふらわあ　北海道航路 - YouTubeチャンネル

### 書籍
- 鉄オタが熱弁する シン・日本の楽しみ方（2024年8月21日発売、KADOKAWA）ISBN 978-4046070593
- 日本のすごい鉄道（2024年12月12日発売、マイナビ出版） ISBN 978-4-8399-7963-8